# Костяной фарфор
Костяной фарфор — разновидность фарфора, содержащая в своём составе помимо каолина, полевого шпата и кварца, входящих во все виды фарфора, ещё и примесь костяной золы (обожжёной костяной муки), которой в таком фарфоре может быть от 25 % до 50 %.
Костяной фарфор внешне отличается особой тонкостью стенок, которые слегка просвечиваются, если сквозь них смотреть на источник света. Посуда из костяного фарфора не только тоньше, но и заметно легче, чем аналогичные изделия из обычного фарфора.

## Изобретение костяного фарфора
Костяной фарфор впервые был разработан в Китае, где был известен под названием «яичная скорлупа». Рецепт изготовления костяного фарфора долгое время держался в секрете китайскими мастерами. При этом в различных регионах Китая он заметно отличался между собой. Для получения тонкостенного фарфора там могла использоваться не только костяная зола, но и собственно перетёртая яичная скорлупа, которая и дала общее название этому типу фарфора, и рыбья чешуя. Технологии производства также разнились. Из Китая же фарфор впервые привезли в Европу, где он завоевал огромную популярность.
Европейский вариант, который сейчас получил наибольшее распространение, разработал английский мастер керамики Томас Фрай. Его опытную технологию доработал другой английский мастер по керамике, Джосайя Споуд. Именно ему принадлежит создание технологического рецепта костяного фарфора с гарантированной белизной и прочностью его тонких стенок. Созданный в Англии в XVIII веке костяной фарфор долгое время оставался единственным в своём роде по всей Европе. Позднее изготавливать изделия из костяного фарфора стали в Германии.
В России рецепт костяного фарфора также был изобретён самостоятельно, так как получить готовую рецептуру не удавалось. Выпуск костяного фарфора на Ленинградском фарфоровом заводе им. М. В. Ломоносова (сейчас Императорский фарфоровый завод, ИФЗ) начался в мае 1969 года. Полученный специалистами завода рецепт позволил создать фарфор, изделия из которого получались тоньше и белее, чем английские изделия из костяного фарфора. Достичь этого удалось благодаря особому режиму обжига тонкостенных изделий из костяного фарфора, а все разработчики рецептуры получили государственные премии СССР.

## Особенности изготовления костяного фарфора
Различные виды костяного фарфора, создаваемые по национальным рецептам, имеют разное соотношение количества добавок. Главным образом, варьируется количество добавляемой в смесь костяной золы. Так, в полученную в Советском Союзе формулу было введено 45 % костяной золы, что и позволило сделать его таким тонким.
Базовым компонентом является костяная зола, полученная при сжигании костей крупного рогатого скота. Фарфор, сделанный на её основе, имеет классический белый или лёгкий кремовый цвет.
При добавлении в фарфоровую массу золы на основе костей птиц цвет готовых изделий приобретает мягкий фиолетовый оттенок. Этот вариант не используется в массовом производстве, так как получить птичью костяную золу сложнее, а её объёмы производства ограничены. Изделия из такого варианта костяного фарфора являются единичными и выполняются, как правило, на заказ или в качестве произведений искусства.
В современном производстве фосфат кальция, который и является основой костяной золы, всё чаще заменяют с органического на синтетический. По внешнему виду изделия невозможно определить, какой вариант сырья был использован при производстве, поэтому получаемый таким образом фарфор сохранил своё традиционное название.
Изготовление изделий из костяного фарфора не поддаётся автоматизации, производство таких вещей возможно только с использованием ручного труда, так как не запечённые заготовки очень хрупкие и легко могут быть повреждены. Полуавтоматически в процессе производства происходит только формовка изделия, а вот шлифовка, роспись, покрытие глазурью и перенос на обжиг могут выполняться только вручную.

## Маркировка изделий из костяного фарфора
Посуда из костяного фарфора, как правило, но не всегда, содержит маркировку «Bone china» (костяной фарфор) или «Fine bone china» (изысканный костяной фарфор).

## Интересные факты
В 1970-х годах один из премиальных сервизов ЛФЗ, выполняемых из костяного фарфора, тогдашним Генеральным секретарём ЦК КПСС Леонидом Брежневым был подарен Индире Ганди. Эта модель долгое время оставалась невостребованной у себя на Родине, популярность он получил только в 2000-х годах.
В английском языке название страны Китай (China) и материала фарфор (china) пишется одинаково. Такое название этот материал получил по стране своего происхождения.